# Illya Zabarnyi
Illya Borysovych Zabarnyi (em ucraniano: Ілля Борисович Забарний; Kiev, 1 de setembro de 2002) é um futebolista ucraniano que atua como zagueiro. Atualmente, defende o Paris Saint-Germain e a Seleção Ucraniana.

## Carreira

### Dínamo de Kiev
Zabarnyi vem da base do Dínamo de Kiev, de sua cidade natal, Kiev. Seus primeiros treinadores foram Serhiy Bezhenar e Artem Yashkin. Ele jogou pelo Dínamo de Kiev no Campeonato Ucraniano de Futebol Sub-19 e Sub-21 antes de ser promovido ao time principal em julho de 2019. Zabarnyi fez sua estreia na Campeonato Ucraniano de Futebol em 11 de setembro de 2020 em um empate contra o Desna Chernihiv.
Seu primeiro e único gol pelo clube ucraniano aconteceu em 25 de abril de 2021, na vitória de 5-0 contra o Inhulets Petrove.
Pelo Dínamo, Zabarnyi terminou sua passagem com 85 partidas, 1 gol e 2 assistências.

### Bournemouth
Em 31 de janeiro de 2023, Zabarnyi foi contratado pelo clube inglês Bournemouth, por um contrato de 5 anos e meio. Estreou pela equipe em 4 de abril de 2023, na derrota de 2-0 contra o Brighton pela Premier League. Ele substituiu Marcos Senesi aos 85 minutos do segundo tempo.
Zabaryni marcou pela primeira vez no clube em 13 de março de 2024, na vitória por 4-3 sobre o Luton Town, pela Premier League.
Em 21 de julho de 2024, Zabarnyi estendeu seu contrato com o Bournemouth até 2029.

### Paris Saint-Germain
No dia 12 de agosto de 2025, o Paris Saint-Germain anunciou a contratação de Ilya Zabarnyi. O clube francês desembolsou cerca de 63 milhões de euros (R$ 397,9 milhões) para contratar o defensor. Zabarnyi se tornou o primeiro ucraniano da história do Paris Saint-Germain. O zagueiro assinou contrato de cinco anos, até 2030, e assumiu a camisa 6.

## Carreira internacional
Zabarnyi jogou em várias seleções de base da Ucrânia, de Sub-15 à Sub-21.
Fez sua estreia pela Seleção Ucraniana em 7 de outubro de 2020, na goleada de 7-1 sofrida contra a França.

## Títulos

#### Dínamo de Kiev
- Campeonato Ucraniano de Futebol: 2020–21
- Copa da Ucrânia: 2020–21
- Supercopa da Ucrânia: 2020